# Moravský Svätý Ján
Moravský Svätý Ján este o comună slovacă, aflată în districtul Senica din regiunea Trnava. Localitatea se află la altitudinea de 152 m deasupra n.m., se întinde pe o suprafață de 39,22 km2 și în 2017 număra 2.127 de locuitori.

## Istoric
Localitatea Moravský Svätý Ján este atestată documentar din 1449.

## Demografie
| An:                | 1994 | 2004   | 2014   | 2024   |
| ------------------ | ---- | ------ | ------ | ------ |
| Număr de persoane: | 2018 | 2074   | 2115   | 2126   |
| Diferență:         |      | +2,77% | +1,97% | +0,52% |

| An:                | 2023 | 2024   |
| ------------------ | ---- | ------ |
| Număr de persoane: | 2135 | 2126   |
| Diferență:         |      | −0,42% |